# ジャンケンマン
『ジャンケンマン』は、テレビ東京系列にて1991年4月4日から1992年3月26日まで放送されていた日本のテレビアニメ。全51話。

## 概要
誰もが知るじゃんけんを話の題材とキーワードにした作品。企画・制作のコンセプトは「母と子で安心して観れるアニメシリーズ」。
放送期間中、小学館の『幼稚園』『よいこ』『てれびくん』『テレビといっしょ』と徳間書店の『テレビランド』に本作の特集記事が掲載された。また、ゲームソフトやOVAも発売された（後述）。

## 登場人物
ジャンケンマン
声 - 折笠愛
主人公。ジャンケン村を代々守っている「ジャンケンマン一族」の長男である。ジャンケンをする時に出てくる平和と正義のエネルギー「ジャンケンパワー」を使い、ジャンケン村の平和や安全を守っている地域密着系のヒーローである。普段は村の公園内のジャングルジムの異次元空間内にある「ジャンケン基地」に住み、事件のある時以外には親友のアイコたちと楽しく遊んでいる。
正義感が強く皆の人気者だがドジなところもあり、お人好しなためか騙されてジャンケン棒を奪われたこともある。また、日本コロムビアから発売された本作のCDアルバム『ジャンケン村 歌のヒットバラエティ！』では司会を務めたが、あらたまって人と話すのは苦手なようである。
登場時の決め台詞は「ジャンケンジャガイモホッカイドー！グー・チョキ・パーでジャンケンマン！」、勝利したときの台詞は「パセリ、セロリ、キュウリ、勝利！」。
ジャンケンパワー
ジャンケンマンは、前述の通りジャンケンをするときに出てくる平和と正義のエネルギージャンケンパワーを使って、村内の平和を守っている。モニターはジャンケンパワーのバロメーターでもあり、ジャンケンパワーが無くなってしまうとパワー不足になってしまい死んでしまうこともある。ジャンケンパワーを使うときには、必ず何らかのポーズを取る。
グー
ジャンケン棒を使ったハンマーなどを作って使うときに使うパワー。その場にしゃがみ込む、石をイメージしたポーズ。
チョキ
ジャンケンカッター（ジャンケンマンの頭の部分）を使うパワー。マントを体で包むポーズ。
パー
アニメでは使用回数が多かったパワー。バリアやジャンケンを公平に試合するときに使うドームを作るときになどに使う。マントと体を開くポーズ。
ジャンケン棒
ジャンケンマンがジャンケンパワーを集めるときに使うステッキ。ジャンケンパワーはジャンケン棒でしか集められないので、大きなパワーを使うときやエネルギーを回復するときなどには必ずジャンケン棒を使う。パワーによって道具として使うときもある。ジャンケンマンだけでなく、歴代のジャンケンマンは生まれたときからジャンケン棒を持っている。
ジャンケン棒を使うときの台詞は、「ジャンケン棒！ジャンケンフルアーップ！ジャンケンパワーよ集まれ！」
おはなしライン
動物や植物と会話するときに使う電話。つなげるとジャンケンマンのモニターを通して会話することができる。
グーヤン
声 - 矢島晶子
ジャンケンマンの親友。気が強いが、人情や友情に厚いところもある江戸っ子のような性格。ジャンケンをするといつもグーしか出せないので悩んでいる。
チョッキン
声 - 三石琴乃
ジャンケンマンの親友。優等生タイプな性格で、新しいグッズなどをいち早く持っている。フラメンコのように踊りながらメンコを打つのが得意で、大会でも優勝している。
パージャン
声 - 佐藤智恵
ジャンケンマンの親友。のんびり屋で食いしん坊。動物が大好き。両親はベーカリーショップを運営している。
アイコ
声 - 水谷優子
ジャンケンマンの親友でジャンケン仙人の孫娘。女の子らしく植物や動物にもやさしいジャンケン村のアイドル。コインダーやトランプ王子を気にしているようだが、ジャンケンマンと恋仲と思われるようなシーンがちらほらある。
お願いタクト
アイコが持っている魔法のステッキ。アイコが呪文を唱えて願っていることを言えば、なんでも魔法で叶えられる。またピンチのときには、ジャンケンマンに連絡することのできるアイコマークを出すこともある。第17話では、魔法の箒のように空を飛べるようになった。
魔法を使うときに唱える呪文は「アイコのお願い、あいこでしょ〜」。
オソダシ仮面
声 - 矢尾一樹
ジャンケンマンのライバル。ジャンケンマンを倒してジャンケン村をオソダシ村にし、さらには世界征服するという夢を持っている。もともとオソダシ家は悪の家系でありジャンケンマン家とライバル同士だったが、オソダシ仮面の両親が平和主義者であり、世界征服するどころかジャンケン村のために様々な公共施設を設立する資産家になってしまったのである。そのためオソダシ仮面はその事にイライラしているが、両親の前では良い子でいる。悪用のために様々な道具を作ることができる発明家でもある。
なおアニメでは常に仮面をつけているが、初期設定では仮面を外している状態で悪いことをするときに仮面をつけている設定になっていた。
オソダシ仮面の得意技・発明した道具
オソダシ仮面の得意技はおそだし。本人曰くオソダシ仮面だから、いわゆる「あとだし」ではなく「おそだし」という事になっている。ただしジャンケンマンのジャンケンパワーのひとつ、パーパワードームでじゃんけんをするとこの技は使えない。パーパワードームはずるい事が出来ないように正々堂々をじゃんけんをする事ができるドームだからである。
負けたらペンキ
第1話で発明されてオソダシが最初に使った道具。じゃんけんに負けるとはけが出てきてペンキを塗られてしまう。ビデオ（第1巻）のあらすじではオソダシ強化装置となっている。
ソノキニナルトバッジ
第2話から登場。バッジをつけるとオソダシ仮面の言いなりになってしまう。簡単に外れやすい。
ウルルン
声 - 横山智佐
オソダシ一家で働いているメイド。無理矢理オソダシ仮面の悪事の仲間にされているが、本当は優しく少し泣き虫な女の子。オソダシ仮面に片思いしており、喧嘩をして家を追い出されたこともあった。
ペッチャクチャ
声 - 黒瀬浩二
オソダシ仮面の相棒の九官鳥。オソダシ仮面と同じくずる賢い。思ったことを何でも言う性格。オソダシモビルに入れた彼のデータは弱虫な性格をしていた。
ジャンケンパパ
声 - 大滝進矢
ジャンケンマンの父親で先代のジャンケンマンにあたる。現在はジャンケンママと一緒に様々な国に行き、平和活動や社会奉仕をしている。おっちょこちょいだがジャンケンマンと同じで正義感が強い。
ジャンケンママ
声 - 玉川紗己子
ジャンケンマンの母親。看護師の衣服を着用し、ジャンケンパパと一緒に平和活動をしている。
ジャンケン仙人
声 - 沢木郁也
ジャンケンマンの師匠で、アイコの祖父。ジャンケン村の知恵袋存在である。

## スタッフ
- 企画 - 大西良昌（ビックウエスト）、佐藤俊彦
- 制作 - 佐伯三男（ビックウエスト）、加藤博
- シリーズ構成 - あかほりさとる（ぶらざあのっぽ）
- 企画協力 - ぶらざあのっぽ
- キャラクターデザイン - はばらのぶよし
- 美術監督 - 海野よしみ
- 音響監督 - 田中英行
- 撮影監督 - 橋本和典
- 音楽 - 安藤高弘
- 音楽制作 - フリースタッフ
- マニピュレーター - 矢田部正
- 文芸担当 - 赤堀義浩
- 制作担当 - 安部吉睛
- 色彩設定 - 岩沢れい子
- 監督 - 遠藤徹哉
- プロデューサー - 清水睦夫（テレビ東京）、田口智幸（ビックウエスト）、梅原勝
- 背景 - プロダクション・アイ
- 撮影 - スタジオ・パートナー
- 編集 - 古橋宏、田熊純
- タイトル - マキ・プロ
- 現像 - 東京現像所
- 効果 - 野口透（アニメサウンド）
- ミキサー - 小原吉男
- サブキャラクターデザイン - 深沢幸司
- 製作 - テレビ東京、ビックウエスト、葦プロダクション

## 主題歌・挿入歌
オープニングテーマ
「やったぞジャンケンマン」
作詞 - 橘タケオ / 作曲 - 越部信義 / 編曲 - 有澤孝紀 / 歌 - Cotton
「ジャンケンマンえかきうた」
作詞 - 橘タケオ / 作曲 - 越部信義 / 編曲 - 有澤孝紀 / 歌 - 折笠愛
「ジャンケンマンえかきうた」でジャンケンマンのお絵かきの後、「やったぞジャンケンマン」に続く。
エンディングテーマ
「恋の椅子取りゲームに勝つ方法」（第1話 - 第16話）
作詞 - 小泉長一郎 / 作曲 - 実川俊晴 / 編曲 - 白井良明 / 歌 - Cotton
「曇りのち晴れ渡辺くん」（第17話 - 第51話）
作詞 - 小泉長一郎 / 作曲 - 実川俊晴 / 編曲 - 茂村泰彦 / 歌 - Cotton、森の木児童合唱団
挿入歌
「ジャンケンマンたいそう」
作詞 - 佐藤友美 / 作曲 - 越部信義 / 編曲 - 有澤孝紀 / 歌 - Cotton、森の木児童合唱団
日本コロムビアから、上記の楽曲それぞれを収録したシングルCDが発売された。1991年9月21日には、キャラクターソングやオリジナルドラマも収録したアルバムCD『ジャンケン村 歌のヒットバラエティ！』が発売された。

## 各話リスト
| 話数 | サブタイトル                       | 脚本              | 絵コンテ     | 演出         | 作画監督   |
| ---- | ---------------------------------- | ----------------- | ------------ | ------------ | ---------- |
| 1    | ジャンケンヒーロージャンケンマン！ | あかほりさとる    | 遠藤徹哉     | 遠藤徹哉     | 安東信悦   |
| 2    | サイコロ占いサイコロマン！         | 高橋義昌          | 高橋ナオヒト | 高橋ナオヒト | 松浦尚之   |
| 3    | アイコとなかよしホシゾラアゲハ     | 荒川稔久          | 吉田浩       | 吉田浩       | 広田正志   |
| 4    | 野球星からノモノモきたよ           | 小山高生          | 松浦錠平     | 松浦錠平     | 平岡正幸   |
| 5    | ブンブンまわせ！ベーゴマ仮面！     | 三井秀樹          | 土蛇我現     | 勝亦祥視     | 安東信悦   |
| 6    | ジャンケンポンでアッチムイテホイ！ | 影山由美          | 松浦錠平     | 松浦錠平     | 平岡正幸   |
| 7    | あいつはさすらいのコインダー       | 木村直人          | 高橋ナオヒト | 高橋ナオヒト | 松浦尚之   |
| 8    | ピーチクパーチクパージャンのコトリ | 三井秀樹          | 吉田浩       | 吉田浩       | 広田正志   |
| 9    | 苦しゅうないぞよトランプ王子       | あかほりさとる    | 松浦錠平     | 松浦錠平     | 平岡正幸   |
| 10   | ぬすまれたジャンケン棒             | 影山由美          | 土蛇我現     | 日下直義     | 安東信悦   |
| 11   | グーやんとドッジボール仮面         | 小山高生          | 吉田浩       | 吉田浩       | 広田正志   |
| 12   | チョッキンの先生はフラメンコ       | 高橋義昌          | 高橋ナオヒト | 高橋ナオヒト | 松浦尚之   |
| 13   | 幸せを呼ぶ虹色マイマイ             | 三井秀樹          | 土蛇我現     | 日下直義     | 新羽高一浪 |
| 14   | オテンキくんが落ちてきた           | 荒川稔久          | 吉田浩       | 吉田浩       | 安東信悦   |
| 15   | ジャンケンパパとクジラ             | 遠藤徹哉          | 遠藤徹哉     | 平岡正幸     | 平岡正幸   |
| 16   | オソダシ仮面のひみつ               | 木村直人          | 松浦錠平     | 松浦錠平     | 平岡正幸   |
| 17   | よみがえれ！ジャンケン棒           | あかほりさとる    | 土蛇我現     | 日下直義     | 松浦尚之   |
| 18   | ヨーヨーする子は寄っといで！       | 高橋義昌          | 吉田浩       | 吉田浩       | 安東信悦   |
| 19   | がんばれ！サッカーくん             | 遠藤徹哉          | 高橋ナオヒト | 勝亦祥視     | 広田正志   |
| 20   | ケン玉ケンちゃんがやってきた       | 影山由美          | 遠藤徹哉     | 遠藤徹哉     | 平岡正幸   |
| 21   | オソダシチャイ子登場！             | 三井秀樹          | 高橋ナオヒト | 岡田博       | 広田正志   |
| 22   | まもれ！みんなの汽車ポッポ         | 高橋義昌          | 土蛇我現     | 日下直義     | 松浦尚之   |
| 23   | ウルルン故郷に帰る                 | 影山由美          | 吉田浩       | 吉田浩       | 安東信悦   |
| 24   | 遊びに来るぞよトランプ王国         | あかほりさとる    | 松浦錠平     | 松浦錠平     | 平岡正幸   |
| 25   | 大怪盗オソダシじいさん             | 高橋義昌          | 高橋ナオヒト | 岡田博       | 広田正志   |
| 26   | 早く来いアキ小僧                   | 三井秀樹          | 土蛇我現     | 日下直義     | 松浦尚之   |
| 27   | 対決!悪のジャンケンマン            | 三井秀樹          | 遠藤徹哉     | 遠藤徹哉     | 平岡正幸   |
| 28   | 高速道路から森を守れ！             | 影山由美          | 吉田浩       | 吉田浩       | 安東信悦   |
| 29   | イタイのイタイのとんでいけ〜っ！   | 遠藤徹哉          | 広田正志     | 勝亦祥視     | 広田正志   |
| 30   | オニゴッ湖の妖精ポリン！           | 高橋義昌          | 松浦錠平     | 松浦錠平     | 森利夫     |
| 31   | ジャンケン基地に潜入せよ！         | あかほりさとる    | 土蛇我現     | 日下直義     | 松浦尚之   |
| 32   | 帰って来たコインダー               | 影山由美          | 遠藤徹哉     | 平岡正幸     | 平岡正幸   |
| 33   | 新しい友だちジャンケンカー         | 三井秀樹          | 吉田浩       | 吉田浩       | 安東信悦   |
| 34   | 友情パワーで勝利をつかめ！         | 高橋義昌          | 広田正志     | 勝亦祥視     | 広田正志   |
| 35   | ついに出た出たおそだし棒！         | 三井秀樹          | 松浦錠平     | 松浦錠平     | 森利夫     |
| 36   | アイコ大好き！パパとママ           | 荒川稔久          | 土蛇我現     | 日下直義     | 松浦尚之   |
| 37   | グーやんの父ちゃん世界一！         | 影山由美          | 吉田浩       | 吉田浩       | 安東信悦   |
| 38   | エントツ通れぬサンタくん！         | 遠藤徹哉          | 平岡正幸     | 平岡正幸     | 馬場俊子   |
| 39   | オソダシの透明人間大作戦！         | 高橋義昌          | 広田正志     | 勝亦祥視     | 広田正志   |
| 40   | タコタコ上がれ！正月決戦           | 三井秀樹          | 神原敏昭     | 棚沢隆       | 森中正春   |
| 41   | ジャンケン村珍プレー好プレー大賞！ | あかほりさとる    | 遠藤徹哉     | 遠藤徹哉     | St.GIANTS  |
| 42   | ペッチャクチャの男はつらいぎゃ     | 影山由美          | 松浦錠平     | 松浦錠平     | 森利夫     |
| 43   | 打倒ジャンケンマン大作戦           | あかほりさとる    | 遠藤徹哉     | 遠藤徹哉     | St.GIANTS  |
| 44   | ズルメンコの逆襲                   | 高橋義昌          | 土蛇我現     | 日下直義     | 松浦尚之   |
| 45   | 涙のウルルン物語                   | 荒川稔久          | 平岡正幸     | 平岡正幸     | 馬場俊子   |
| 46   | ジャンケン村の宝を探せ！           | 花田十輝 小山高生 | 佐々木よし子 | 棚沢隆       | 森中正春   |
| 47   | 大変身！名刀ブンブン丸             | 鈴木英之 小山高生 | 松浦錠平     | 松浦錠平     | 森利夫     |
| 48   | 男グーやん土俵入り                 | 三井秀樹          | 吉田浩       | 棚沢隆       | 叶内孝行   |
| 49   | 粘土コネコネ大作戦                 | 影山由美          | 深町洋子     | 株本毅       | 馬場俊子   |
| 50   | ジャンケン村でカーレース           | 高橋義昌          | 阿宮正和     | 阿宮正和     | 森中正春   |
| 51   | ジャンケンマンは不滅です！         | あかほりさとる    | 松浦錠平     | 松浦錠平     | 森利夫     |

## ネット局
放送日時は個別に出典が掲示されてあるものを除き、1992年3月終了時点のものとする。
| 放送対象地域   | 放送局             | 放送期間                                                    | 放送日時                                                                        | 放送系列       | 備考              |
| -------------- | ------------------ | ----------------------------------------------------------- | ------------------------------------------------------------------------------- | -------------- | ----------------- |
| 関東広域圏     | テレビ東京         | 1991年4月4日 - 1992年3月26日                                | 木曜 18:30 - 19:00                                                              | テレビ東京系列 | 製作局            |
| 北海道         | テレビ北海道       | 1991年4月4日 - 1992年3月26日                                | 木曜 18:30 - 19:00                                                              | テレビ東京系列 |                   |
| 愛知県         | テレビ愛知         | 1991年4月12日 - 1992年4月3日                                | 金曜 7:50 - 8:20 → 金曜 7:35 - 8:05（最終回のみ）                               | テレビ東京系列 |                   |
| 大阪府         | テレビ大阪         |                                                             | 土曜 7:15 - 7:45                                                                | テレビ東京系列 |                   |
| 岡山県・香川県 | テレビせとうち     | 1991年6月中旬 - 7月上旬頃 - 1992年3月26日                   | 金曜 8:00 - 8:30 木曜 18:30 - 19:00                                             | テレビ東京系列 | [ 注 1 ]          |
| 福岡県         | TXN九州            | 1991年6月中旬 - 7月上旬頃 - 1992年3月26日                   | 土曜 7:30 - 8:00 → 木曜 18:30 - 19:00                                           | テレビ東京系列 | [ 注 2 ] [ 注 1 ] |
| 青森県         | 青森放送           | 1992年3月頃 1992年5月中旬 - 6月上旬頃                       | 金曜 6:00 - 6:30 日曜 6:00 - 6:30                                               | 日本テレビ系列 | [ 注 3 ] [ 注 4 ] |
| 宮城県         | 東日本放送         |                                                             | 月曜 17:00 - 17:30                                                              | テレビ朝日系列 |                   |
| 山形県         | テレビユー山形     |                                                             | 日曜 10:00 - 10:30                                                              | TBS系列        |                   |
| 福島県         | 福島中央テレビ     |                                                             | 木曜 17:00 - 17:30                                                              | 日本テレビ系列 |                   |
| 富山県         | チューリップテレビ | 1991年10月17日 - 1992年2月20日 1993年2月25日 - 10月21日     | 木曜 16:00 - 16:30（1993年9月30日まで） 木曜 16:27 - 16:55（1993年10月7日以降） | TBS系列        | [ 注 5 ]          |
| 石川県         | テレビ金沢         | 1991年10月1日 - 1992年3月31日 1992年4月12日 - 1992年10月4日 | 火曜 17:00 - 17:30 日曜 6:15 - 6:45                                             | 日本テレビ系列 |                   |
| 広島県         | テレビ新広島       |                                                             | 月曜 16:30 - 17:00                                                              | フジテレビ系列 |                   |

## ゲーム
1991年12月27日、メサイヤ＝日本コンピュータシステム (NCS) からゲームボーイ用ソフト『ジャンケンマン』が発売された。
ジャンケンマンを操作する横スクロールタイプのアクションゲーム。ステージは全5面で、1 - 4面はプレイする順序を任意に決められる。各ステージのボスであるオソダシ仮面とはジャンケンで対決し、制限時間内に5本先取できればステージクリアとなる。

## OVA
1992年7月23日にOVA『ジャンケンマン 怪獣大決戦』（ジャンケンマン かいじゅうだいけっせん）が発売された。VHSビデオに収録された実尺40分ほどの作品である。

### あらすじ
ある夜、ジャンケン村に突如隕石が落下。その隕石にくっついていた卵から、怪獣オソラが孵化した。それに目をつけたオソダシ仮面は、オソラと巨大メカのオソダシギドラを使ってジャンケンマンを叩きのめし、村を破壊しようと企む。

### スタッフ
- 監督 - 遠藤徹哉
- 脚本 - あかほりさとる、遠藤徹哉
- メインキャラデザイン - はばらのぶよし
- キャラデザイン - 植田洋一、深沢幸司[注 6]
- 美術 - 海野よしみ
- 色指定 - 中野倫明
- 撮影 - 橋本和典
- 音響監督 - 田中英行
- 制作担当 - 佐藤義隆

### 主題歌
オープニングテーマ「ジャンケンマンえかきうた」
作詞 - 遠藤徹哉 / 作曲 - 安藤高弘 / 歌 - 折笠愛、ジャンケンマンコーラス隊
エンディングテーマ「やったぞジャンケンマン」
作詞 - 橘タケオ / 作曲 - 越部信義 / 歌：ジャンケンマンコーラス隊